# フセイン・アリ (2002年生のサッカー選手)
フセイン・アリ（Hussein Ali、2002年3月1日 - ）は、スウェーデン・マルメ出身のサッカー選手。エールディヴィジ・SCヘーレンフェーン所属。イラク代表。ポジションはDF。

## 代表歴
ユース時代はスウェーデン代表としてプレーをした。
2023年8月、キングスカップに出場するイラク代表に招集され、代表デビューをした。